# 16588 Johngee
16588 Johngee (1992 ST) là một thiên thạch xuyên Sao Hỏa được phát hiện vào ngày 23 tháng 9 năm 1992 bởi E. F. Helin tạo trạm thiên văn Palomar.

## Link ngoài
- JPL Small-Body Database Browser on 16588 Johngee